# Segura de la Sierra
Segura de la Sierra település Spanyolországban, Jaén tartományban. Segura de la Sierra Orcera, Benatae, Santiago-Pontones, Hornos, Beas de Segura, Siles, Yeste, Huéscar, Chiclana de Segura, La Puerta de Segura, Puente de Génave és Arroyo del Ojanco községekkel határos. Lakosainak száma 1688 fő (2024).

## Népesség
A település népessége az elmúlt években az alábbi módon változott:
| Lakosok száma | 2159 | 1860 | 2005 | 2054 | 1982 | 1923 | 1807 | 1790 | 1729 | 1688 |
|               | 2001 | 2004 | 2007 | 2009 | 2012 | 2014 | 2017 | 2019 | 2022 | 2024 |